# Theristus bipunctatus
Theristus bipunctatus är en rundmaskart. Theristus bipunctatus ingår i släktet Theristus, och familjen Monhysteridae. Arten är reproducerande i Sverige.